# Легкий метрополітен Сент-Луїса
Легкий метрополітен Сент-Луїса (англ. MetroLink) — система ліній легкого метрополітену в містах Сент-Луїс, Міссурі та Іст-Сент-Луїс, Іллінойс, США. Більшість станцій — наземна або естакадна, підземних станцій лише 4 (дві на спільні ділянці ліній, ще дві на Синій лінії). У системі використовуються двовагонні потяги трамвайного типу виробництва Сіменс. Потяги живляться від повітряної контактної мережі, ширина колії — стандартна.

## Історія
Будівництво легкого метрополітену в Сент-Луїсі почалося в 1990 році.

### Хронологія відкриття ліній та станцій
- 31 липня 1993 — відкрилася початкова ділянка між станціями «5th & Missouri» та «North Hanley» з 16 станцій та 22 км.
- 14 травня 1994 — на діючій ділянці відкрилася станція «East Riverfront».
- 25 червня 1994 — розширення лінії на 1 станцію до станції «Lambert Airport Terminal 1» (5,1 км).
- 23 грудня 1998 — на діючій ділянці відкрилася станція «Lambert Airport Terminal 2».
- 5 травня 2001 — розширення лінії на 8 станцій до «College» (28 км).
- 23 червня 2003 — розширення лінії на 1 станцію до «Shiloh-Scott» (6 км).
- 26 серпня 2006 — відкрилася Лінія 2 з 9 станцій та 13 км.
- 31 липня 2018 — відкрилася станція «Cortex» між існуючими станціями

## Лінії
Обидві лінії мають спільну ділянку з 15 станцій
- Лінія 1 (червона) — 28 станцій та 61 км.
- Лінія 2 (синя) — 24 станції та 39 км.

## Галерея

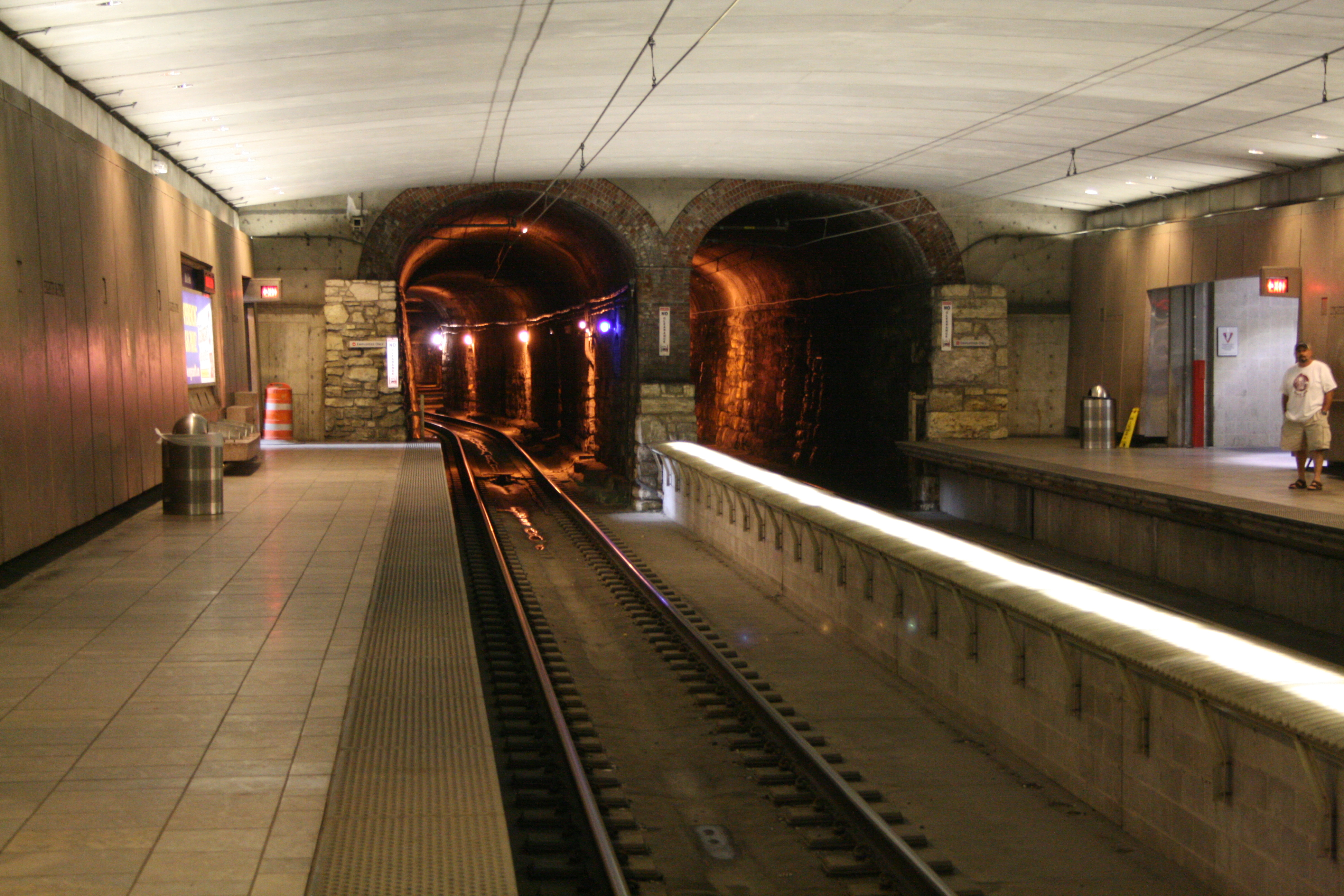
Підземна станція «Eighth and Pine»
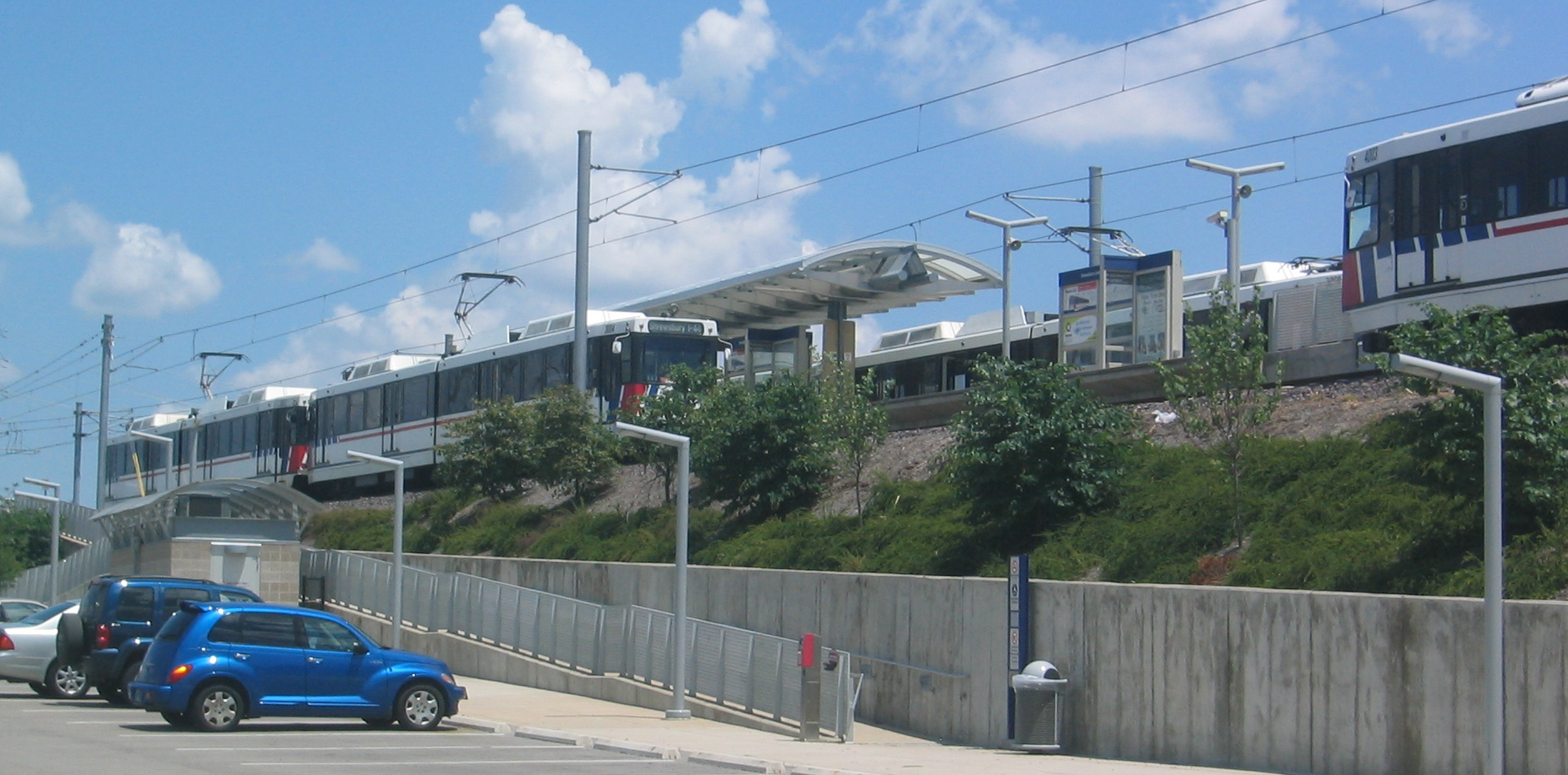
Станція «Shrewsbury»
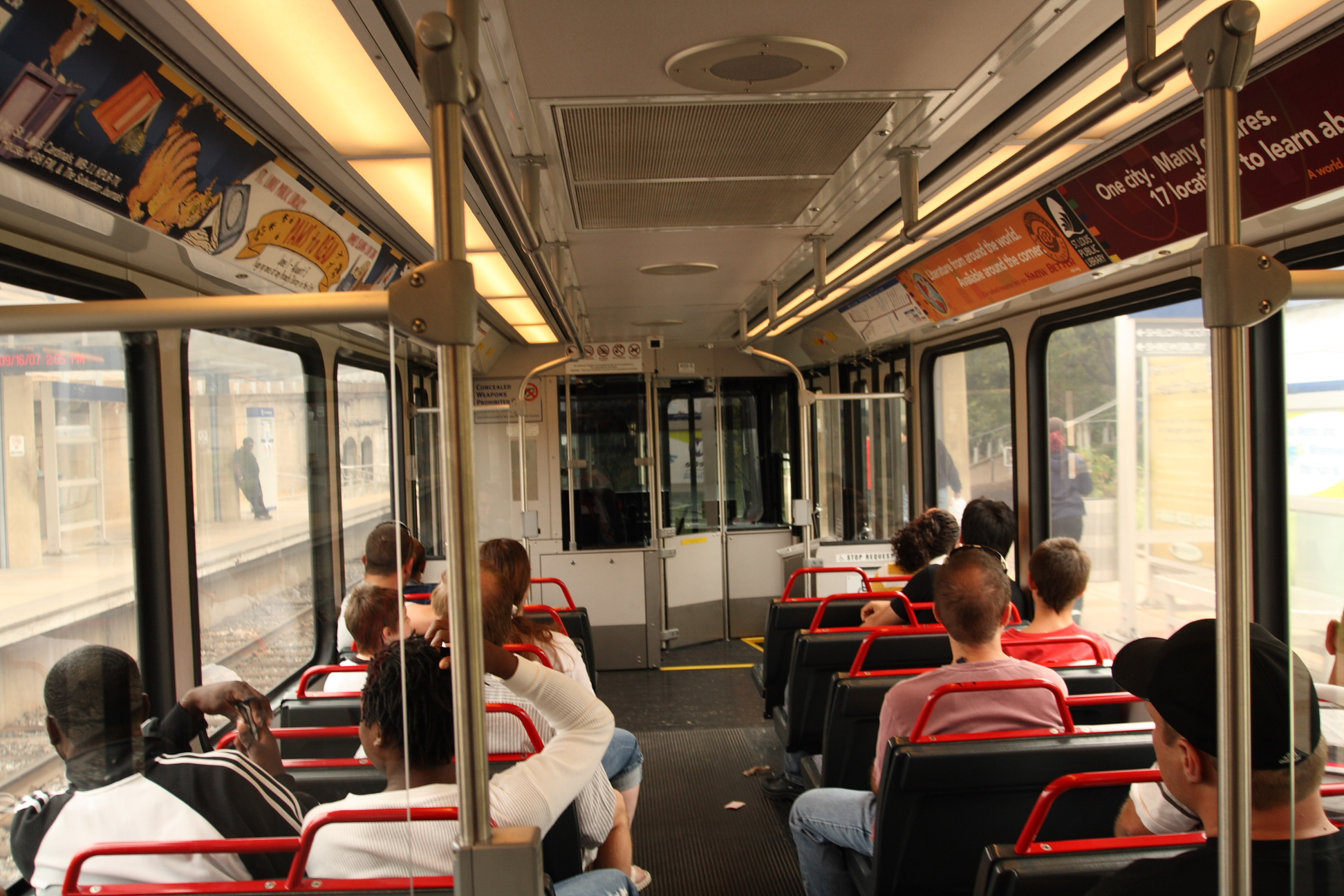
Усередині вагона